# 中国驻卢旺达大使列表
本列表为中華民國和中華人民共和國驻卢旺达历任大使名录。

## 历任中国驻卢旺达大使

### 中华民国驻卢旺达大使（1962年－1972年）
1962年7月1日，中华民国与卢旺达建交。1971年11月12日，中华人民共和国与卢旺达建交；1972年5月13日，中华民国宣布中止同卢旺达的外交关系。
| 姓名   | 任命          | 到任          | 递交国书       | 免职          | 离任          | 外交衔级 | 外交职务     | 备注     | 备注 |
| ------ | ------------- | ------------- | -------------- | ------------- | ------------- | -------- | ------------ | -------- | ---- |
| 丁懋时 | 1962年8月1日  | 1962年8月28日 |                |               | 1965年9月15日 | 一等秘书 | 临时代办     | 升任大使 |      |
| 丁懋时 | 1965年9月16日 | 1965年9月16日 | 1965年12月14日 | 1967年8月4日  | 1967年8月15日 | 大使     | 特命全权大使 |          |      |
| 沈祖浔 | 1967年8月4日  | 1967年9月8日  | 1967年9月22日  | 1969年1月14日 |               | 大使     | 特命全权大使 |          |      |
| 管传埰 | 1969年1月14日 | 1969年2月21日 | 1969年3月7日   | 1972年9月20日 | 1972年5月13日 | 大使     | 特命全权大使 |          |      |

### 中华人民共和国驻卢旺达大使（1972年至今）
1971年11月12日，中华人民共和国与卢旺达建交。
| 姓名   | 任命           | 任命           | 到任           | 递交国书       | 免职           | 免职           | 离任          | 外交衔级 | 外交职务     | 备注     |
| 姓名   | 全国人大常委会 | 主席           | 到任           | 递交国书       | 全国人大常委会 | 主席           | 离任          | 外交衔级 | 外交职务     | 备注     |
| ------ | -------------- | -------------- | -------------- | -------------- | -------------- | -------------- | ------------- | -------- | ------------ | -------- |
| 李方平 | 不適用         | 不適用         | 1972年5月      |                | 不適用         | 不適用         | 1972年6月     |          | 临时代办     | 筹备开馆 |
| 黄世燮 | 不適用         | 不適用         | 1972年6月25日  | 1972年6月28日  | 1977年10月24日 | 不適用         | 1977年8月13日 | 大使     | 特命全权大使 |          |
| 岳良   | 1977年10月24日 | 不適用         | 1977年9月      | 1977年9月22日  | 1982年3月8日   | 不適用         | 1981年6月     | 大使     | 特命全权大使 |          |
| 赵禁   | 1982年3月8日   | 不適用         | 1982年5月      | 1982年5月19日  | 1983年12月8日  | 不適用         | 1984年9月     | 大使     | 特命全权大使 |          |
| 安峰石 | 1983年12月8日  | 不適用         | 1984年12月25日 | 1985年1月8日   | 1988年11月8日  | 1989年3月19日  | 1989年1月     | 大使     | 特命全权大使 |          |
| 田逸民 | 1988年11月8日  | 1989年3月19日  | 1989年5月      | 1989年6月8日   | 1993年2月22日  | 1993年6月1日   | 1993年5月     | 大使     | 特命全权大使 |          |
| 黄舍骄 | 1993年2月22日  | 1993年6月1日   | 1993年6月      | 1993年6月17日  | 1996年8月29日  | 1996年12月18日 | 1996年10月    | 大使     | 特命全权大使 |          |
| 何金才 | 1996年8月29日  | 1996年12月18日 | 1996年12月     | 1997年2月5日   | 1999年8月30日  | 1999年11月12日 | 1999年10月    | 大使     | 特命全权大使 |          |
| 沈江宽 | 1999年8月30日  | 1999年11月12日 | 1999年11月     | 1999年12月1日  | 2003年4月26日  | 2003年11月18日 | 2003年11月    | 大使     | 特命全权大使 |          |
| 戚德恩 | 2003年4月26日  | 2003年11月18日 | 2003年11月     | 2003年12月22日 | 2007年2月28日  | 2007年12月6日  | 2007年7月     | 大使     | 特命全权大使 |          |
| 孙树忠 | 2007年2月28日  | 2007年12月6日  | 2007年11月20日 | 2007年12月24日 | 2010年8月28日  | 2011年1月12日  | 2010年11月    | 大使     | 特命全权大使 |          |
| 舒展   | 2010年8月28日  | 2011年1月12日  | 2010年12月30日 | 2011年1月21日  | 2013年2月27日  | 2013年7月31日  | 2013年7月     | 大使     | 特命全权大使 |          |
| 沈永祥 | 2013年2月27日  | 2013年7月31日  | 2013年7月22日  | 2013年9月17日  | 2015年2月27日  | 2015年12月11日 | 2015年10月    | 大使     | 特命全权大使 |          |
| 潘和钧 | 2015年2月27日  | 2015年12月11日 | 2015年11月     | 2016年1月15日  | 2016年11月7日  | 2017年2月6日   | 2016年12月    | 大使     | 特命全权大使 |          |
| 饶宏伟 | 2016年11月7日  | 2017年2月6日   | 2017年2月11日  | 2017年4月13日  | 2022年2月28日  | 2022年6月9日   | 2022年4月     | 大使     | 特命全权大使 |          |
| 王雪坤 | 2022年2月28日  | 2022年6月9日   | 2022年5月22日  | 2022年8月9日   |                | 2025年7月11日  | 2025年3月31日 | 大使     | 特命全权大使 |          |
| 高文棋 |                | 2025年7月11日  | 2025年6月27日  | 2025年7月29日  | 现任           |                |               | 大使     | 特命全权大使 |          |